# Daffy Duck: Fowl Play
Daffy Duck: Fowl Play, conocido en Japón como Daffy Duck: Subette Koronde Ōkanemochi (ダフィー・ダック すべってころんで大金持ち?), es un videojuego de acción para Game Boy Color desarrollado por Santaclaus y publicado por Sunsoft en 1999.
- Datos: Q16555066